# Remulopygus jezequeli
Remulopygus jezequeli är en mångfotingart som beskrevs av Demange 1961. Remulopygus jezequeli ingår i släktet Remulopygus och familjen Harpagophoridae. Inga underarter finns listade i Catalogue of Life.